# Batman Forever (videogioco)
Batman Forever è un picchiaduro a scorrimento basato sul film omonimo.
Le versioni Super NES, Genesis e Game Boy furono sviluppate dalla Acclaim Studios London e pubblicate dalla Acclaim Entertainment. Le versioni Sega Game Gear e PC furono sviluppate, invece, dalla Probe Entertainment.

## Modalità di gioco
Si può scegliere tra Batman e Robin ed è presente la modalità "vs", nella quale si possono selezionare tutti i personaggi del gioco e combattere 1 contro 1 o 2 contro 2, contro un avversario umano aiutato dal computer oppure contro due personaggi gestiti dal computer soltanto. La modalità cooperativa, non disponibile per Game Boy e Game Gear, presenta due sottocategorie di gioco: quella in cui Batman e Robin sono invincibili se si colpiscono tra loro ma condividono lo stesso punteggio, e quella in cui entrambi hanno vite separate e possono colpirsi tra loro.
I controlli si basano principalmente sulla lista di mosse e le sequenze chiave, ma vengono minate ambedue da un lieve difetto di programmazione: i personaggi mirano ai propri nemici e possono effettuare tali combinazioni d'attacchi solo se estremamente vicini.
Ognuno degli strumenti usabili da Batman possono essere selezionati prima di ciascun livello, uno solo alla volta, e ci sono quattro icone azzurre trasparenti lungo il livello che, se toccate, aumentano il punteggio globale della partita corrente.